# 奧地利的克勞迪亞·費莉齊塔絲
奧地利的克勞迪亞·費莉齊塔絲（德語：Claudia Felizitas von Österreich，1653年5月30日—1676年4月8日），神聖羅馬皇后，1673年至1676年在位。
1673年，克勞迪亞·費莉齊塔絲與神聖羅馬皇帝利奧波德一世結婚。兩人有兩個女兒，但皆未滿一歲即夭折。1676年，克勞迪亞·費莉齊塔絲因結核病去世，年僅22歲。